# Hérakleidés Pontský
Hérakleidés Pontský , řecky Ἡρακλείδης ὁ Ποντικός (387 př. n. l., Hérakleia Pontiké – 312 př. n. l.) byl starořecký astronom a platónský filosof. Z jeho rozsáhlého díla, psaného ve formě dialogů, se zachovaly jen zlomky. Byl patrně první, kdo učil, že se Země otáčí kolem své osy, zato domněnka, že byl zakladatelem heliocentrismu (spolu s Hikétasem a Ekfantem) je nejspíše mylná.

## Život
Jeho rodné město Hérakleia (dnešní Karadeniz Ereğli v Turecku) leží na jižním pobřeží Černého moře. Narodil se v aristokratické rodině, která se odvozovala od jednoho ze zakladatelů města, a jeho otec se jmenoval Euthyfrón. Studoval v Platónově Akademii v Athénách a Platón mu za své třetí cesty na Sicílii v roce 360 př. n. l. svěřil její správcovství. Byl také žákem Aristotelovým a Speusippovým, po jehož smrti v roce 339 př. n. l. se ucházel o vedení Akademie a když těsně podlehl Xenokratovi, vrátil se do rodné Hérakleie. Pověsti o něm říkají, že měl mohutnou postavu a přepychové oblečení, je to však možná jen slovní hříčka s jeho jménem: v Athénách mu prý místo Pontikos přezdívali Pompikos, "pompézní".
Podle (pseudo-)Plútarcha prý napsal, že Země je kulatá, že je středem Vesmíru a že se otáčí jednou za den kolem své osy. Tím vysvětloval jak střídání dne a noci, tak také zdánlivý denní pohyb hvězd. Jako filosof patrně psal i o mnoha jiných věcech, například o etice, o rétorice, o matematice, gramatice a hudbě. Proti epikurejcům hájil nesmrtelnost lidské duše a patrně ho zajímaly i sny a vidění. Podle některých pověstí psal také divadelní hry, které ovšem šířil pod jménem slavnějších řeckých autorů.